# Hamdi Meddeb
Pour les articles homonymes, voir Meddeb.
Hamdi Meddeb (arabe : حمدي المؤدب), de son vrai nom Mohamed Meddeb, né le 8 avril 1952 à Tunis, est un homme d'affaires tunisien, à la tête du groupe Délice, et une personnalité du football national.

## Biographie

### Footballeur
Il débute très tôt une carrière footballistique en suivant l'exemple de son oncle Dadi qui évolue au club de La Mouloudia sportive de Den Den, avec des joueurs de renommée comme Ahmed Sghaier, Allala Khiari ou Hammadi Souissi. Dès son plus jeune âge, il suit les entraînements de son oncle à une époque où La Mouldia de Den Den (D2) et le Stade tunisien (D1) utilisent le même terrain pour leurs entraînements et leurs matchs respectifs.
De ces entraînements naît une passion pour le football et un penchant pour le Stade tunisien. Malgré celui-ci, il rejoint l'Espérance sportive de Tunis en 1967 et y évolue avec les cadets puis les juniors. Il se distingue par ses tirs puissants et précis ainsi que par un bon jeu de jambes. Président de ce club à partir de la saison 2007-2008. Sous sa présidence, le club remporte plusieurs titres nationaux, continentaux et transcontinentaux et ce dans toutes les sections (football, handball, volley-ball, natation, etc.).
Le 26 septembre 2017, il annonce sa démission de la présidence du club avant de se rétracter trois jours plus tard.

### Homme d'affaires
Par ailleurs, il arrête sa carrière de footballeur assez tôt pour se consacrer à la création, en 1978, de sa première entreprise : la Société tunisienne des industries alimentaires (STIAL), spécialisée dans le yaourt et les dérivés laitiers, qui devient peu à peu un leader de l'industrie laitière en Tunisie, avec 30 % des parts de marché. Avec la fondation de la Centrale laitière du Cap-Bon et de la Société de commerce et de gestion (Socoges), il fonde le groupe Délice, suscitant l'intérêt de la part d'une multinationale comme Danone. Meddeb conclut un partenariat en 1998 par lequel Danone rachète 50 % de la STIAL et de la Socoges.
Hamdi Meddeb a par ailleurs racheté des parts dans le conglomérat sud-coréen LG Group. Il est aussi propriétaire d'une écurie de chevaux de course.
En juin 2009, Meddeb publie dans le journal Assabah un encart publicitaire d'une demi-page dans lequel il garantit son soutien au président Zine el-Abidine Ben Ali, en son nom et au nom de son club, en vue de sa candidature à l'élection présidentielle de 2009, un acte jugé choquant et moralement inacceptable par Attariq Al Jadid. À l'automne, il devient actionnaire de la Banque Zitouna.
Un an plus tard, le 25 novembre 2010, il rachète également 25 % des actions de Tunisiana avec Mohamed Sakhr El Materi. Les deux associés financent 75 % de la transaction au moyen de crédits bancaires, qui s'élèvent à 640 millions de dinars, tandis que leur société Zitouna Télécom doit prendre en charge le reste, soit 200 millions de dinars. Officiellement créée le 14 décembre, la nouvelle entreprise disposant d'un capital initial de 10 000 dinars compte cependant sur les banques pour régler ce solde. Les observateurs se posent donc la question de savoir qui a réglé finalement la transaction ; Radio Kalima considère ses crédits bancaires comme des créances douteuses.
Le 28 août 2012, Mehdi Ben Gharbia, patron du Club athlétique bizertin, et Meddeb se disputent violemment lors d'une cérémonie au palais présidentiel de Carthage, le premier parlant de favoritisme en faveur de l'Espérance sportive de Tunis et accusant le second de connivence avec le régime déchu de Ben Ali.
Presque épargné de tout jugement ou critique, l'ancien partenaire d'El Materi traverse sans beaucoup de difficultés les agitations post-révolutionnaires ; Meddeb se maintient non seulement à la tête de l'Espérance sportive de Tunis mais parvient aussi à remettre la main sur certaines entreprises d'El Materi.
Sans propriétaire depuis l'évasion de son bâtisseur, El Materi, le groupe Princesse Holding est visé par Meddeb qui dirige déjà l'une des sociétés du groupe spécialisée dans l'exploitation de jets privés, Princess Private Aviation et procède à sa liquidation. Il vend un avion Falcon 900 à Mohamed Frikha, appareil cédé par la Suisse à la suite d'une décision prise en septembre 2011 grâce aux efforts de l'administrateur judiciaire Nizar Alouini. Cependant, l'avion n'est ni confisqué ni saisi par l'État tunisien comme prévu ; la transaction se déroule dans le silence et en l'absence d'un appel d'offres, la valeur de l'engin étant estimé à près de 8,5 millions de dollars.
En juillet 2012, Princess Private Aviation change d'adresse. Cet évènement s'accompagne du départ de l'administrateur judiciaire Alouini et de l'arrivée du nouveau directeur général Sami Hamdi. Meddeb et certains de ses proches en sont actionnaires.
Le 15 septembre 2014, il introduit le groupe Délice à la Bourse de Tunis, l'une des opérations les plus importantes à y avoir été réalisé. Selon le site Webdo, Hamdi Meddeb est l'un des patrons tunisiens les mieux payés en 2016, avec une rémunération brute de plus de quatre millions de dinars.

### Décorations
- Grand officier de l'Ordre de la République tunisienne (2019)[20].